# Eileen Mandir
Eileen Mandir (* 1981 in Stuttgart) ist eine deutsche Systemtheoretikerin und Hochschullehrerin.

## Leben
Mandir studierte zunächst Technische Kybernetik an der Universität Stuttgart. Nach ihrem Diplom 2006 wechselte sie dort in den Bereich der Verkehrsplanung und war sechs Jahre wissenschaftliche Mitarbeiterin am Lehrstuhl für Verkehrsplanung und Verkehrsleittechnik.
Während dieser Zeit forschte und publizierte sie national und international unter anderem für das Deutsche Zentrum für Luft- und Raumfahrt, das Bundesministerium für Wirtschaft und Klimaschutz und das ATLAS Research Center an der School of Computing and Informatics der University of Arizona. 2012 promovierte sie zum Thema Potential of traffic information to optimize route and departure time choice. Ihre Forschungsarbeiten wurden mehrfach ausgezeichnet.
Nach ihrer Promotion wechselte sie in die Industrie und war von 2012 bis 2016 in leitender Funktion im Produktmanagement bei der Daimler AG und der moovel Group GmbH tätig. Dort verantwortete sie verschiedene On-Demand Mobilitätsdienstleistungen. 2014 gründete sie moovel lab und verantwortete diverse Projekte, die international ausgestellt, veröffentlicht und ausgezeichnet wurden.
Mandir lehrte von 2019 bis 2022 als Lehrbeauftragte und Vertretungsprofessorin an der Hochschule für Gestaltung Schwäbisch Gmünd im Masterstudiengang Strategische Gestaltung. 2022 wurde sie zur Professorin für Systemisches Design im Kontext von sozialem Wandel und transformativen Prozessen an die Fakultät Design der Hochschule für angewandte Wissenschaften München berufen.

## Publikationen (Auswahl)
- mit Benedikt Groß: Zukünfte gestalten: Spekulation. Kritik. Innovation. Mit »Design Futuring« Zukunftsszenarien strategisch erkunden, entwerfen und verhandeln. Mainz 2022: Verlag Hermann Schmidt. ISBN 978-3-87439-958-6
- Dissertation: Potential of traffic information to optimize route and departure time choice. Stuttgart 2012: Veröffentlichungen aus dem Institut für Straßen- und Verkehrswesen, Heft 44. ISBN 978-3-9810573-3-1
- mit Juliane Pillat und Markus Friedrich: Dynamic Choice Set Generation Based on Global Positioning System Trajectories and Stated Preference Data. Transportation Research Record Journal of the Transportation Research Board, Nr. 2231 (-1): 18–26. doi:10.3141/2231-03